# Eugène Fromentin

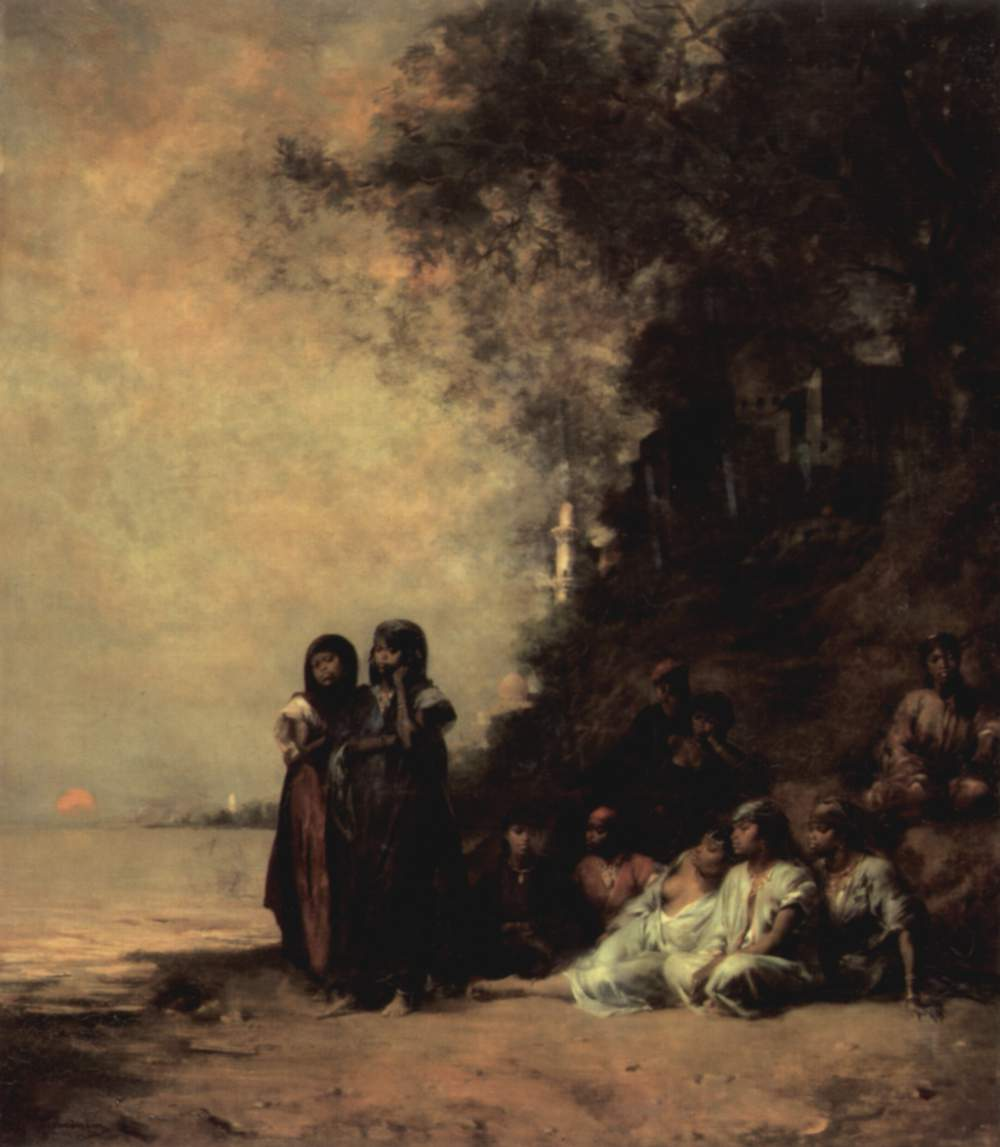
Un Souvenir d'Esneh, 1876, Musée d'Orsay, Parijs

Eugène Samuel Auguste Fromentin (La Rochelle, 24 oktober 1820 – aldaar, 27 augustus 1876) was een Frans schrijver en schilder.

## Leven en werk
Eugène Fromentin werd geboren in 1820 als zoon van een gerespecteerd dokter. Hij liep succesvol school aan het college te La Rochelle. Nadat hij de school had verlaten, ging Fromentin rechten studeren te Parijs. Hij behaalde zijn diploma maar ging zich na de dood van een jeugdliefde, de Creoolse Jenny-Léocadie Chessé, aan de schilderkunst wijden, tot ongenoegen van zijn familie. Fromentin studeerde enkele jaren onder de landschapsschilder Louis Cabat. Hij was een van de eersten die Algerije in zijn schilderwerk afbeeldde. In 1846 maakte Fromentin voor de eerste maal een reis naar Algerije en maakte hij er zo kennis met het land en zijn inwoners, die vaak een weg vonden naar zijn kunst. Zijn eerste grote succes kwam er na deze eerste reis naar Algerije, op het Salon van 1847 met zijn werk Gorges de la Chiffa. Hij werd in die tijd zeer bewonderd om zijn schilderijen, die in stijl aanleunden bij de grote Franse schilder Eugène Delacroix. Fromentins werk wordt gekarakteriseerd door een opvallende compositie, een grote handigheid en een briljant kleurgebruik. Zijn latere werk toont echter tekenen van vermoeidheid, zowel fysisch als psychisch.
In 1848 keerde Fromentin terug naar Algerije, waar hij de volgende vier jaar gedurende lange tijd verbleef. Hij bleef echter op de hoogte van de gebeurtenissen in Frankrijk. Zo onthaalde hij met enthousiasme het omverwerpen van de Franse monarchie in 1848. In 1850 stuurde hij nieuwe werken naar de Académie des Beaux-Arts. die hem met een prijs onderscheidde. Bij zijn terugkeer in Frankrijk in 1852 trouwde hij en begon hij aan het schrijven van zijn reisverslagen.
Fromentin verkeerde in die periode in de hogere kringen van het nieuwe regime, het Tweede Keizerrijk. Hij was een populaire artiest, nam deel aan grote diners en grote vieringen, zoals in 1869, toen hij aan de zijde van keizerin Eugénie en Ferdinand de Lesseps de inhuldiging van het Suezkanaal bijwoonde.
Fromentin was niet alleen schilder, hij was ook schrijver. Zijn schrijfwerk is echter niet zo overvloedig als zijn schilderwerk: Fromentin schreef slechts één roman, Dominique, die voor het eerst werd uitgegeven in de Revue des deux mondes in 1862 als feuilleton en in 1863 als volledige roman. Dominique was opgedragen aan George Sand, die enkele lovende artikels over Fromentins schilderkunst had geschreven. Verder schreef hij ook enkele werken over zijn reizen naar Noord-Afrika. Fromentin had bovendien ook een grote kennis over de 17de-eeuwse Nederlandse en Vlaamse meesters, die de grondslag vormde voor de waardevolle kunsthistorische studie Les maîtres d’autrefois (1876; vertaald in het Nederlands als De meesters van weleer, 1951; 2e druk 1976). In 1876 stelde hij zich tevergeefs kandidaat voor het lidmaatschap van de Académie française.

## Dominique
Dominique is Fromentins enige roman. Het is een sentimentele en persoonlijke roman die romantisch geïnspireerd is en doet denken aan schrijvers als Chateaubriand, Alfred de Musset en Sainte-Beuve. De roman vormde een contrast met de toen in de mode zijnde realistische romans.
Het verhaal gaat over een onmogelijke passie tussen de hoofdfiguur, Dominique de Bray, en Madeleine, het nichtje van een vriend op de middelbare school, en laat hiermee duidelijk de romantische inslag merken. Bovendien kan men in het werk een autobiografische inslag terugvinden, want men kan de roman beschouwen als een bekentenis in romanvorm van zijn jeugdliefde.
De schrijfstijl van Fromentin wordt in deze roman gekenmerkt door een zekere terughoudendheid. Fromentin geeft nooit toe aan een overdreven lyrisme of oversentimentaliteit. Hij kan de gevoelens correct weergeven en de liefde nauwkeurig ontleden.

## Eerbetoon
In La Rochelle draagt een college de naam van Fromentin.
Ook in Antwerpen, meer bepaald op Linkeroever, is er een Fromentinstraat.

## Werk

### Schilderwerken
- Gorges de la Chiffa (1847)

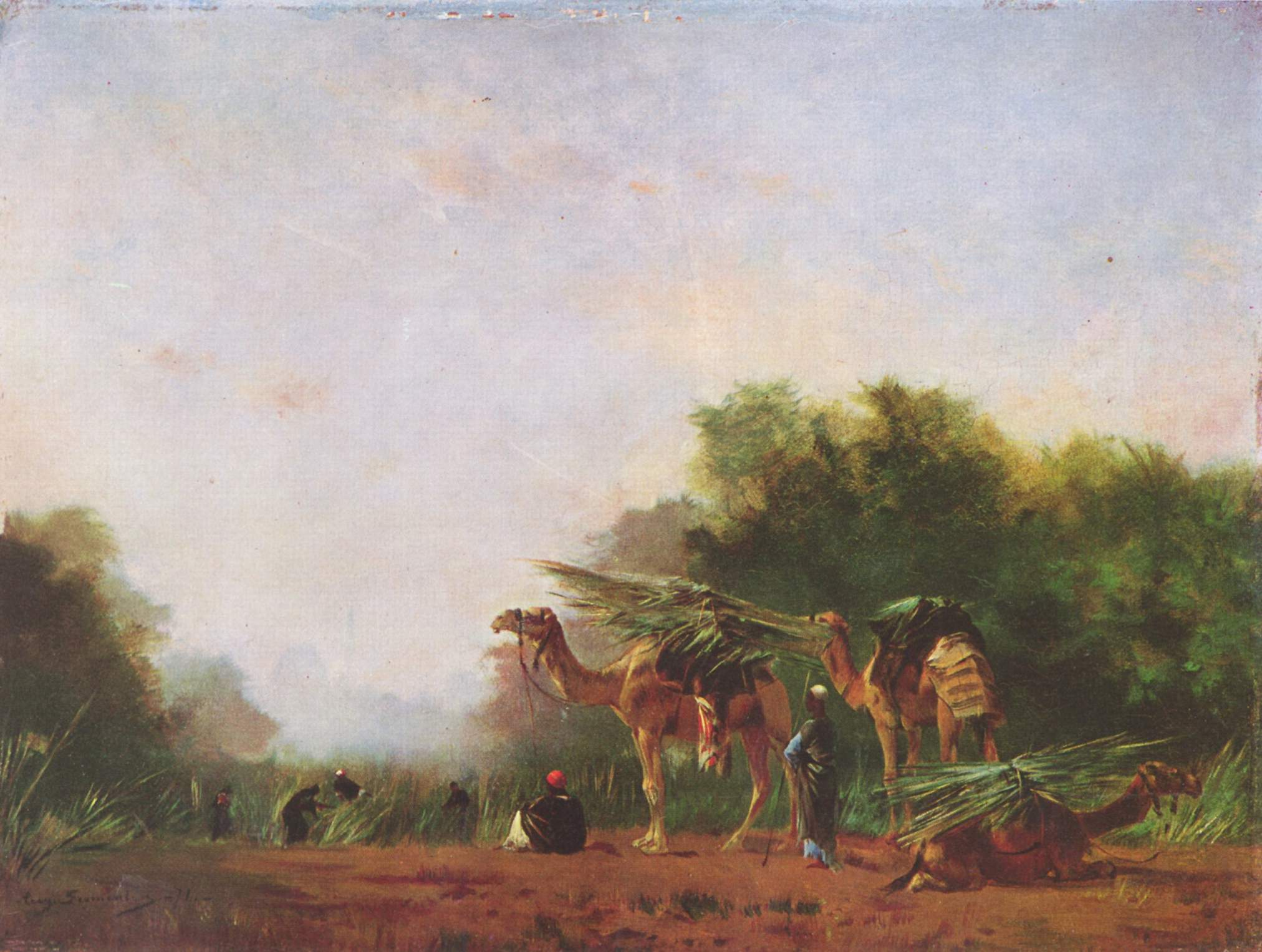
Arabes, 1871, Museum of Fine Arts, Budapest

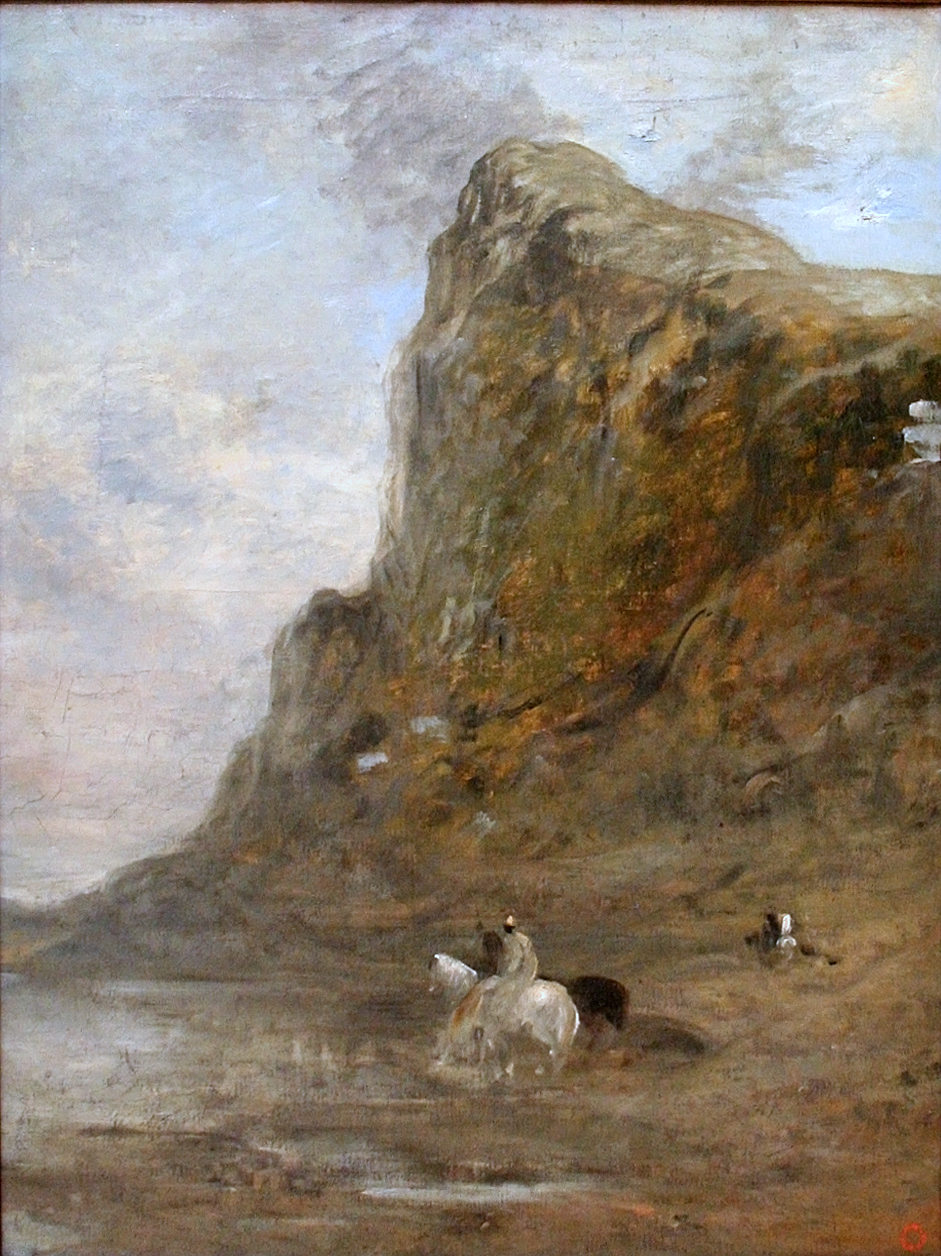
Marokkaanse ruiters aan de voet van de Chiffrarots, Museum voor Schone Kunsten, Gent

- La Place de la broche à Constantine (1849)
- Enterrement maure (1853)
- Bateleurs nègres (1859)
- Audience chez un chalife (1859)
- Berger kabyle (1859)
- Une rue à El-Aghouat, (1859), 142x103 cm, musée de la Chartreuse, Douai
- Courriers arabes (1861)
- Bivouac arabe (1863)
- Chasse au faucon (1863)
- Fauconnier arabe (1863)
- Chasse au héron (1865)
- Voleurs de nuit (1867)
- Centaures et arabes attaqués par une lionne (1868)
- Halte de muletiers (1869)
- Le Pays de la soif (1869)
- Le Nil (1875), hout, 33×41 cm, Parijs, Musée National du Louvre
- Un souvenir d'Esneh (1875), linnen, 120×105 cm, Parijs, Musée National du Louvre

### Literair werk
- Visites artistiques (1852)
- Simples Pélerinages (1856)
- Un été dans le Sahara (1857)
- Une année dans le Sahel (1858)
- Dominique (1862)
- Voyage en Égypte (1869), reisverslag van zijn reis naar Egypte in dat jaar
- Les Maîtres d'autrefois (1876)